# Parc nacional Goles de Barron
Gola de Barron és un parc nacional que es troba a Queensland (Austràlia), situat a 1404 km al nord-oest de Brisbane. Cobreix una àrea de 28 km² i està gestionat com la resta de parcs per la societat pel  Servei per a la Vida Salvatge de Queensland.

## Patrimoni de la Humanitat
Forma part dels Tròpics humits de Queensland, zona classificada des de l'any 1988 per la Unesco com un dels Patrimonis de la Humanitat a Austràlia.
Aquesta regió, coberta principalment per boscos humits, tropicals s'estén al llarg de la costa nord-est d'Austràlia. Aquest biòtop alberga un conjunt molt complet i variat de plantes, marsupials i ocells cantaires, així com tot un seguit d'espècies rares, vegetals i animals, en perill d'extinció.

## Atraccions
El Skyrail Rainforest Cableway és un telefèric escènic que al llarg de 7,5 quilòmetres passa per sobre del Parc Nacional Barron Gorge. El telefèric ha guanyat més de 25 premis. El Kuranda Scenic Railway té una línia que passa a través del parc amb una estació a Barron Falls Dos trens van i tornen diàriament des de Cairns.
L'original Weir, construït l'any 1934 a la part superior de les cataractes, és visible des del lloc d'observació de l'estació i els miradors de Skyrail.Barron Falls Station Arxivat 2017-02-19 a Wayback Machine.

## Geografia
Barron Gorge s'format amb el pas del riu Barron per sobre de l'escarpada part oriental de l'altiplà d'Atherton. El riu Barron cau en una cascada de 265 m per continua el seu curs. Hi ha dues cascades -Stoney Creek Falls i Surprise Creek Falls- en els afluents del riu Barron dins del parc. Els pendents al voltant de la gola són costeruts amb alguns que tenen un angle de 45 °. Això va fer que la construcció de la via fèrria fos perillosa. 23 persones van perdre la vida durant la seva construcció.

## Flora i fauna
El parc forma part de la Wooroonooran Important Bird Area, zona identificada com a reserva de les aus per BirdLife Internacional perquè compta amb poblacions de diverses espècies d'aus endèmiques dels Tròpics humits de Queensland.

## Galeria d'imatges

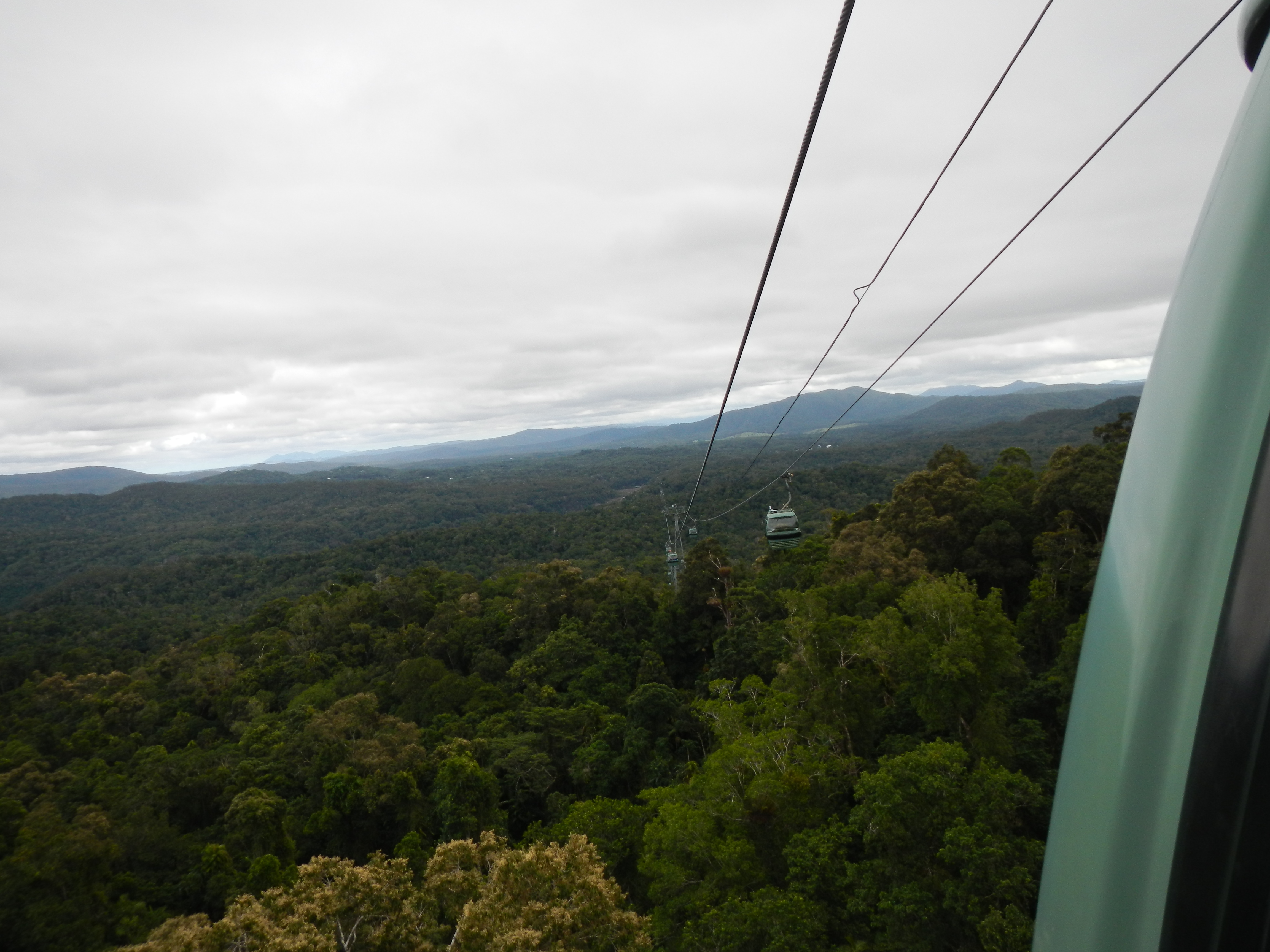
Vista des del telefèric
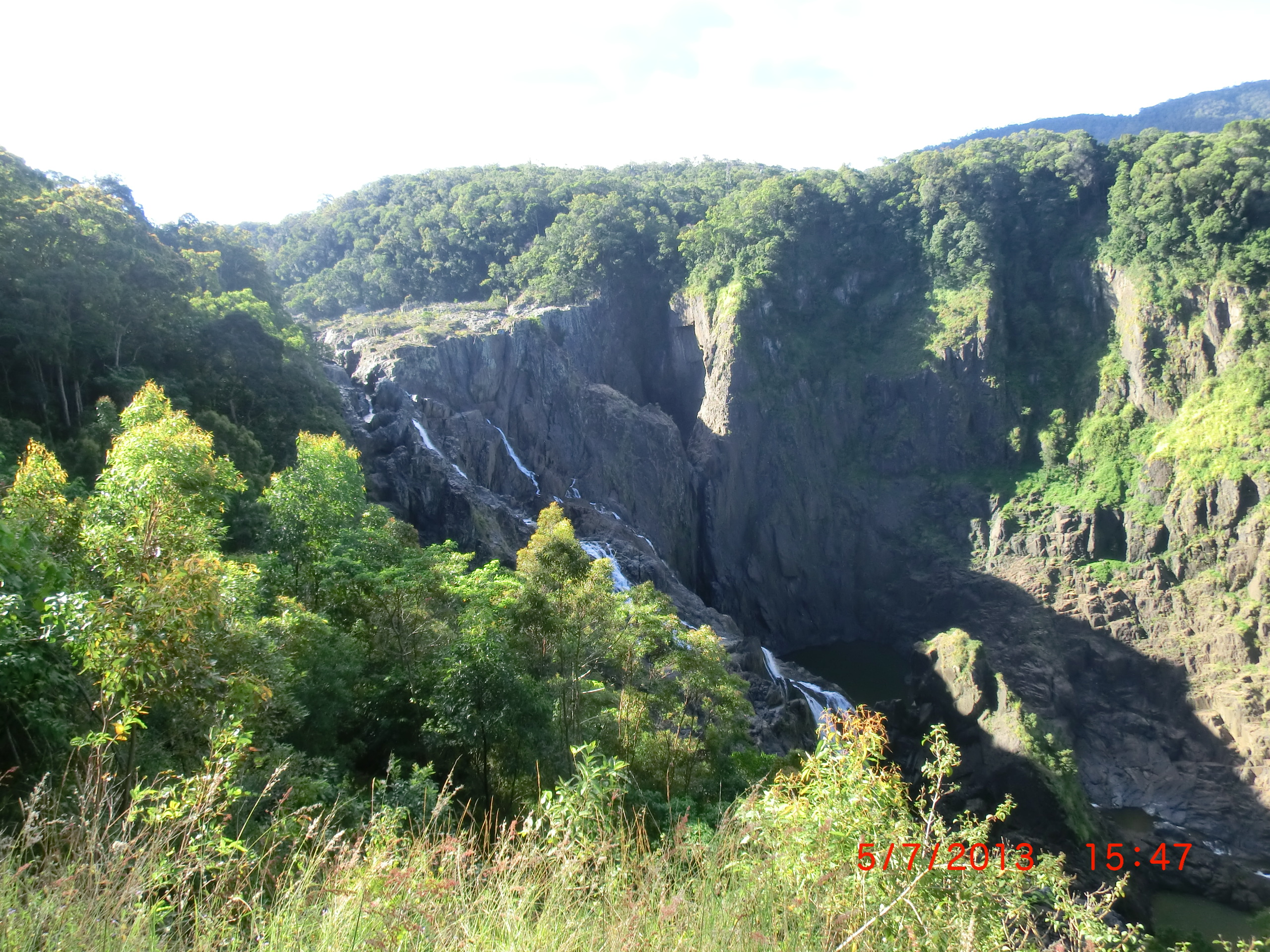
Vista des del tren
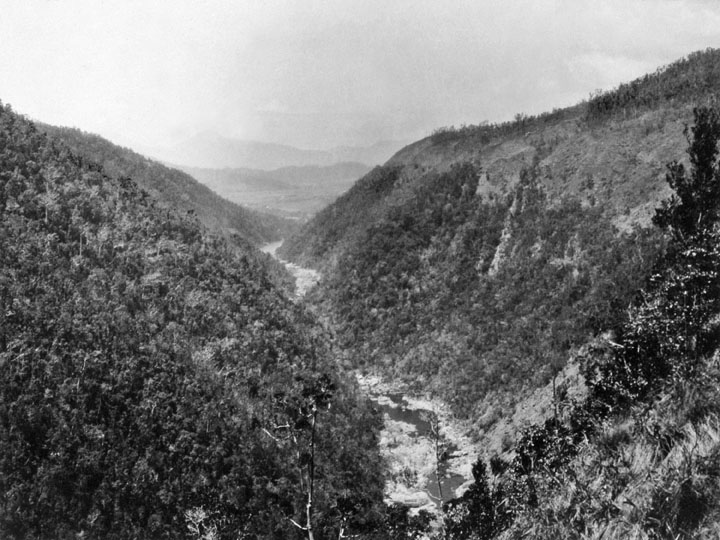
Imatge de 1927 del parc
Les Stoney Creek Falls
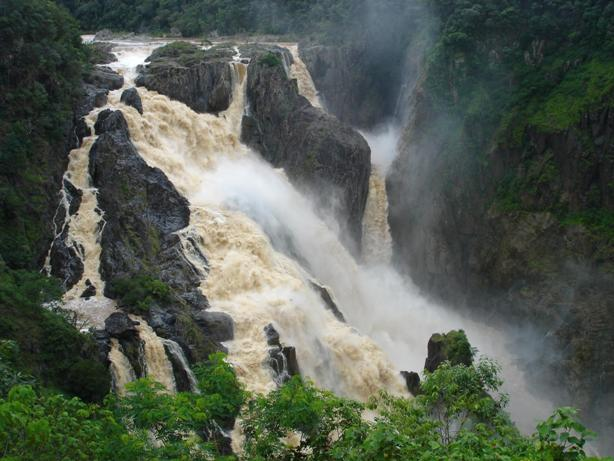
Les Barron Falls al P.N. Goles del Barron
Imatge de les vies del tren, on s'aprecia el fort pendent on estan assentades
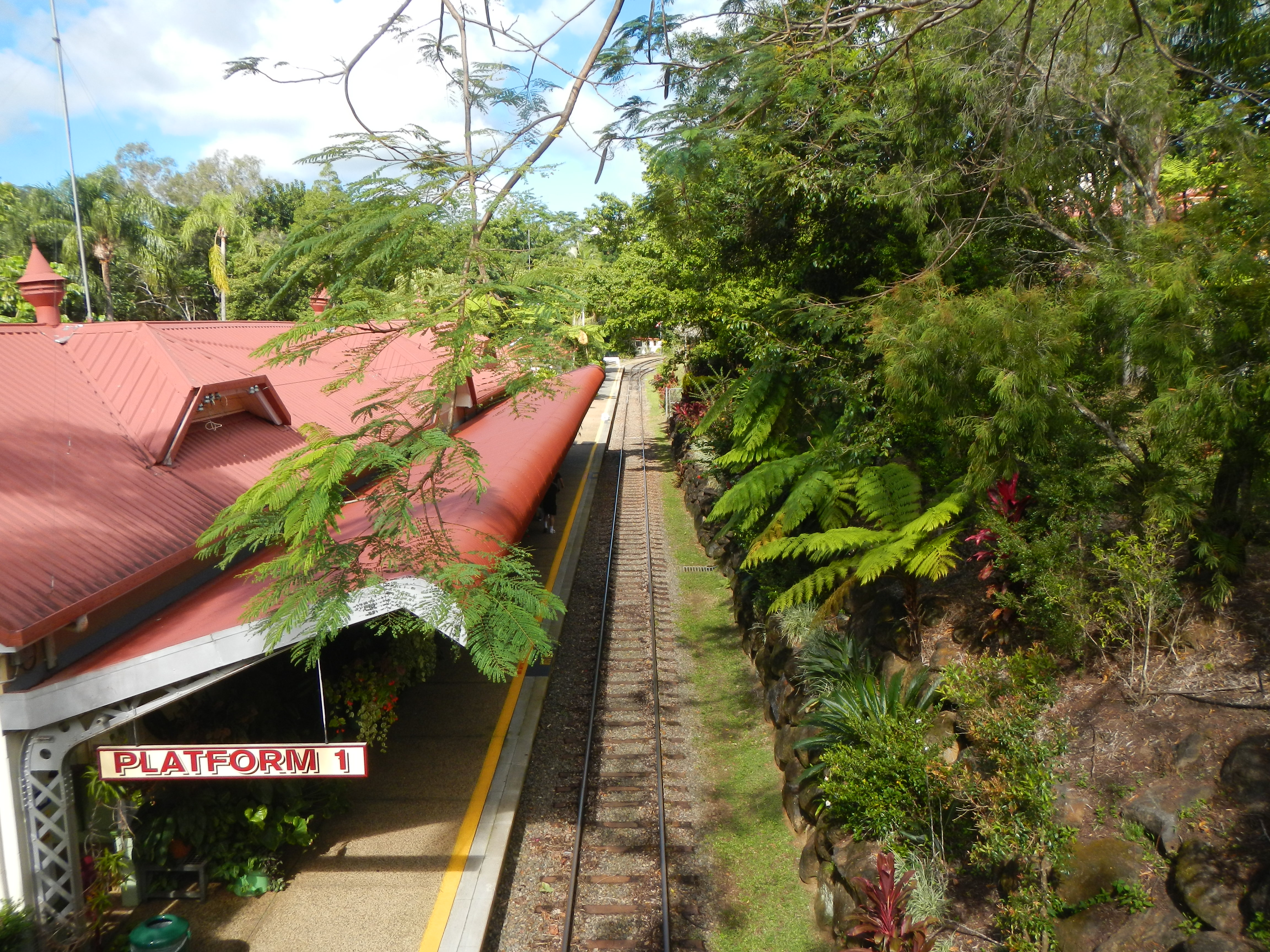
Estació de Kuranda